# Kambata Bundung
Kambata Bundung is een bestuurslaag in het regentschap Oost-Soemba van de provincie Oost-Nusa Tenggara, Indonesië. Kambata Bundung telt 1268 inwoners (volkstelling 2010).